# むらさき日記
「むらさき日記」（むらさきにっき）は、1970年9月25日に発売されたジャッキー吉川とブルー・コメッツの楽曲である。作詞は橋本淳、作曲は井上忠夫による。1968年に出したシングル「草原の輝き」以来7作品ぶりの橋本・井上コンビによる作品となった。

## 解説
「さよならのあとで」以降の歌謡曲路線（平たく言えばムード歌謡路線）においても、ここに至るまで手を付けなかった、旧来のムード歌謡コーラスをなぞったスタイルの作品に初めて挑んだ。曲調・アレンジから歌唱法まで、いずれを取ってもムード歌謡の構造を持った作品であり、歌謡曲路線のひとつの区切りに到達したとも言える。別れた恋人との想い出を綴った日記を、自らの手で燃やしてしまう女性の姿を唄った。
オリコンチャートは最高順位が74位であり、前作の「泣きながら恋をして」に比べて大きく低迷し、グループの人気はさらに下降線を辿る結果となった。
B面は「だから今すぐ」。間奏のストリングスが特徴的なムード歌謡風の作品。

## 収録曲
| #         | タイトル         | 作詞      | 作曲      | 編曲       | 時間 |
| --------- | ---------------- | --------- | --------- | ---------- | ---- |
| 1.        | 「むらさき日記」 | 橋本淳    | 井上忠夫  | 森岡賢一郎 | 3:24 |
| 2.        | 「だから今すぐ」 | 橋本淳    | 筒美京平  | 筒美京平   | 3:13 |
| 合計時間: | 合計時間:        | 合計時間: | 合計時間: | 合計時間:  | 6:37 |